# Premio al mejor Baloncestista Masculino del Año de la Big 12 Conference
El Premio al mejor Baloncestista Masculino del Año de la Big 12 Conference (en inglés, Big 12 Conference Conference Men's Basketball Player of the Year) es un galardón que otorga la Big 12 Conference al jugador de baloncesto masculino más destacado del año. El premio se concede desde la temporada 1996–97, tres años después del nacimiento oficial de la conferencia. El vencedor es seleccionado por los entrenadores de la liga, que tienen prohibido votar a jugadores de su propio equipo.
Dos jugadores han ganado el galardón en varias ocasiones: Raef LaFrentz de Kansas, que ganó los dos primeros premios en 1997 y 1998, y Buddy Hield de Oklahoma, ganador en 2015 y 2016. Tres freshmen han resultado vencedores, Kevin Durant de Texas, Michael Beasley de Kansas State y Cade Cunningham de Oklahoma State.

## Ganadores

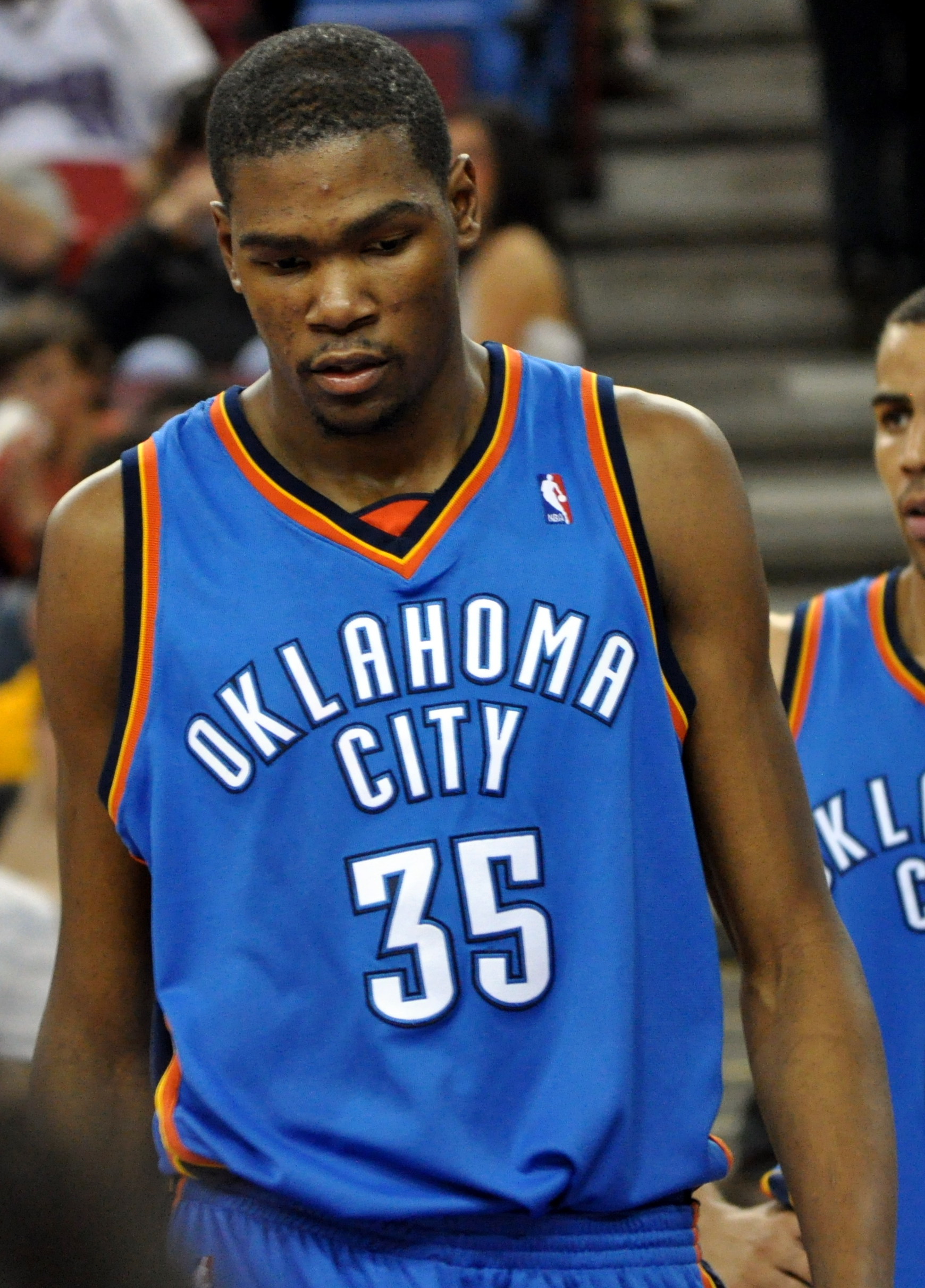
Kevin Durant fue el primer freshman en ganar el premio, haciéndolo en 2007.

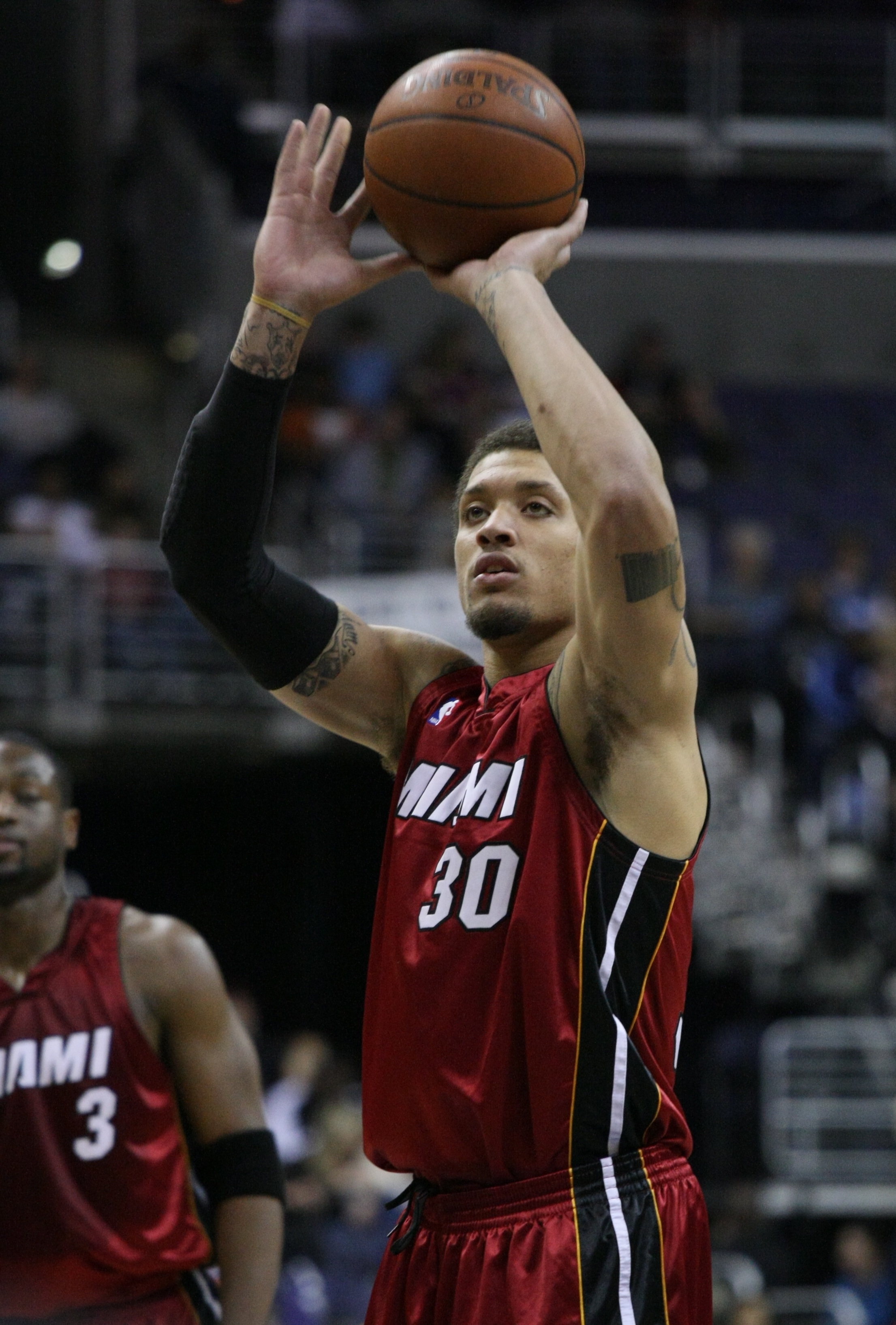
Michael Beasley se hizo con el premio en 2008.

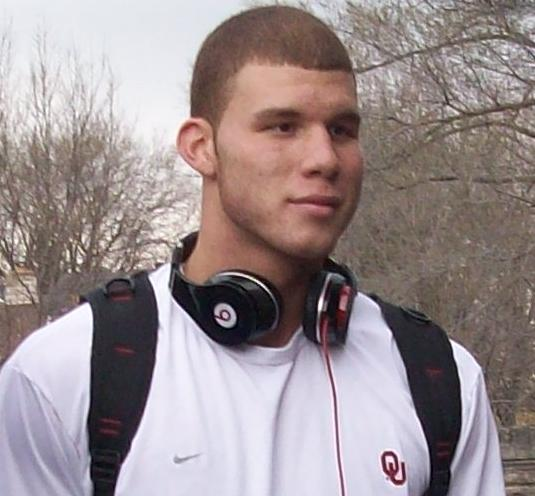
Blake Griffin ganó el premio en 2009.

| †           | Co-Jugadores del Año                                                                                                |
| *           | Ganador del premio al mejor universitario del año: el Naismith College Player of the Year o el John R. Wooden Award |
| Jugador (X) | Denota el número de veces que ha conseguido el galardón                                                             |

| Temporada | Jugador           | Universidad    | Posición  | Curso     | Referencia  |
| --------- | ----------------- | -------------- | --------- | --------- | ----------- |
| 1996–97   | Raef LaFrentz     | Kansas         | Ala-Pívot | Junior    | [ 1 ]       |
| 1997–98   | Raef LaFrentz (2) | Kansas         | Ala-Pívot | Senior    | [ 1 ]       |
| 1998–99   | Venson Hamilton   | Nebraska       | Pívot     | Junior    | [ 1 ]       |
| 1999–00   | Marcus Fizer      | Iowa State     | Ala-Pívot | Junior    | [ 1 ]       |
| 2000–01   | Jamaal Tinsley    | Iowa State     | Base      | Senior    | [ 1 ]       |
| 2001–02   | Drew Gooden       | Kansas         | Ala-Pívot | Junior    | [ 1 ]       |
| 2002–03   | Nick Collison     | Kansas         | Ala-Pívot | Senior    | [ 1 ]       |
| 2003–04   | Tony Allen        | Oklahoma State | Escolta   | Senior    | [ 1 ]       |
| 2004–05   | Wayne Simien      | Kansas         | Ala-Pívot | Senior    | [ 1 ]       |
| 2005–06   | P. J. Tucker      | Texas          | Alero     | Junior    | [ 1 ]       |
| 2006–07   | Kevin Durant*     | Texas          | Alero     | Freshman  | [ 1 ]       |
| 2007–08   | Michael Beasley   | Kansas State   | Ala-Pívot | Freshman  | [ 1 ]       |
| 2008–09   | Blake Griffin*    | Oklahoma       | Ala-Pívot | Sophomore | [ 1 ] [ 2 ] |
| 2009–10   | James Anderson    | Oklahoma State | Escolta   | Junior    | [ 3 ]       |
| 2010–11   | Marcus Morris     | Kansas         | Ala-Pívot | Junior    | [ 4 ]       |
| 2011–12   | Thomas Robinson   | Kansas         | Ala-Pívot | Junior    | [ 5 ]       |
| 2012–13   | Marcus Smart      | Oklahoma State | Base      | Freshman  | [ 6 ]       |
| 2013–14   | Melvin Ejim       | Iowa State     | Alero     | Senior    | [ 7 ]       |
| 2014–15   | Buddy Hield       | Oklahoma       | Escolta   | Junior    | [ 8 ]       |
| 2015–16   | Buddy Hield* (2)  | Oklahoma       | Escolta   | Senior    | [ 9 ]       |
| 2016–17   | Frank Mason III   | Kansas         | Base      | Senior    | [ 10 ]      |
| 2017–18   | Devonte' Graham   | Kansas         | Base      | Senior    | [ 11 ]      |
| 2018–19   | Jarrett Culver    | Texas Tech     | Escolta   | Sophomore | [ 12 ]      |
| 2019–20   | Udoka Azubuike    | Kansas         | Pívot     | Senior    | '           |
| 2020–21   | Cade Cunningham   | Oklahoma State | Base      | Freshman  |             |
| 2021–22   | Ochai Agbaji      | Kansas         | Escolta   | Senior    |             |
| 2022–23   | Jalen Wilson      | Kansas         | Alero     | Junior    | [ 14 ]      |
| 2023–24   | Jamal Shead       | Houston        | Base      | Senior    | [ 15 ]      |
| 2024–25   | JT Toppin         | Texas Tech     | Ala-Pívot | Sophomore | [ 16 ]      |

## Ganadores por universidad
| Universidad (en Big 12 desde) | Premios | Años                                                                   |
| ----------------------------- | ------- | ---------------------------------------------------------------------- |
| Kansas (1996)                 | 12      | 1997, 1998, 2002, 2003, 2005, 2011, 2012, 2017, 2018, 2020, 2022, 2023 |
| Oklahoma State (1996)         | 4       | 2004, 2010, 2013, 2021                                                 |
| Iowa State (1996)             | 3       | 2000, 2001, 2014                                                       |
| Oklahoma (1996)               | 3       | 2009, 2015, 2016                                                       |
| Texas (1996)                  | 2       | 2006, 2007                                                             |
| Texas Tech (1996)             | 2       | 2019, 2025                                                             |
| Houston (2023)                | 1       | 2024                                                                   |
| Kansas State (1996)           | 1       | 2008                                                                   |
| Nebraska (1996)               | 1       | 1999                                                                   |
| Arizona (2024)                | 0       | —                                                                      |
| Arizona State (2024)          | 0       | —                                                                      |
| Baylor (1996)                 | 0       | —                                                                      |
| BYU (2023)                    | 0       | —                                                                      |
| Colorado (1996)               | 0       | —                                                                      |
| Houston (2023)                | 0       | —                                                                      |
| Missouri (1996)               | 0       | —                                                                      |
| TCU (2012)                    | 0       | —                                                                      |
| Texas A&M (1996)              | 0       | —                                                                      |
| UCF (2023)                    | 0       | —                                                                      |
| Utah (2024)                   | 0       | —                                                                      |
| West Virginia (2012)          | 0       | —                                                                      |